# Sarcophaga susainathani
Sarcophaga susainathani är en tvåvingeart som beskrevs av Thomas Pape 1996. Sarcophaga susainathani ingår i släktet Sarcophaga och familjen köttflugor. Inga underarter finns listade i Catalogue of Life.